# میدان‌های نفتی کانادا
ذخایر نفتی کانادا، در سال ۲۰۰۷ معادل ۱۷۹ میلیارد بشکه تخمین زده شده‌است. این رقم شامل ذخایر نفت مناطق خشکی در کشور کانادا است، که باتوجه به تکنولوژی کنونی در استخراج نفت، مقامات صنعت نفت این کشور، در حال حاضر ترجیح می‌دهند از نفت موجود در مناطق آبی آن به دلیل اقتصادی نبودن تولید آن، استفاده نکنند…
با توجه به این رقم، که مربوط به ذخائر نفتی مناطق خشکی کانادا است، ذخایر نفت این کشور، در مقام سوم، یعنی بعد از ونزوئلا و عربستان سعودی، قرار دارد.
بیش از ۹۵ درصد از این ذخایر نفتی، در مناطق خشکی استان آلبرتا کانادا وجود دارند. با توجه به اینکه اکثر ذخائر نفتی مناطق خشکی کانادا در استان آلبرتا قرار دارد، ولی سهم همه استان‌ها و مناطق دیگر این کشور در فروش نفت، به صورت مساوی در نظر گرفته می‌شود.
دلیل این موضوع این است که نفت در بسیاری از مناطق کانادا، موجود می‌باشد ولی به علت سیاست تولید خاصی که دولت این کشور اتخاذ کرده‌است، در شرایط کنونی، قصد بهره‌برداری از مناطق دریایی و دیگر منطقه‌ها را در کشورشان ندارد.
این در حالی است که به عنوان مثال، استان‌های ساسکاچوان و نیوفاندلند به‌طور خاص، ذخایر نفت زیادی را در خود جای داده‌اند و استان آلبرتا تنها ۳۹٪ از کل ذخائر نفت کانادا را داشته و ذخائر دریایی نیوفاندلند ۲۸٪ درصد و استان ساسکاچوان ۲۷٪ درصد…
اما اگر تنها ذخایر مناطق خشکی این کشور را در نظر بگیریم، استان آلبرتا ۹۸٪ درصد از ذخایر نفتی کانادا را در خود جای داده‌است…
از بزرگترین میدان‌های نفتی این کشور، می‌توان به میدان نفتی پمبینا و میدان نفتی ترا نوا اشاره نمود.